# Manduca albiplaga
Manduca albiplaga ist ein Schmetterling (Nachtfalter) aus der Familie der Schwärmer (Sphingidae).

## Merkmale
Die Falter haben eine Vorderflügellänge von 60 bis 72 Millimetern. Sie sehen Manduca rustica sehr ähnlich und haben ebenso dunkelbraun gefärbte Flügelpaare, auf denen sie auffällige weiße Flecken tragen, welche die beiden Arten von den übrigen der Gattung unterscheiden. Manduca albiplaga ist jedoch größer, trägt eine auffällige weiße Beschuppung auf dem Kopf und besitzt eine weiße Binde am ersten Hinterleibssegment.
Die Raupen haben eine schwarze Körpergrundfarbe, die die einzelnen Körpersegmente gut hervorhebt. Die Tiere haben einen weißen Rücken und an den Seiten breit gelb gefärbte Flecke, die die schwarzen Stigmen umranden. Durch diese lebhafte Färbung ist die Raupe unverwechselbar. Die Puppe ist bislang unbeschrieben.

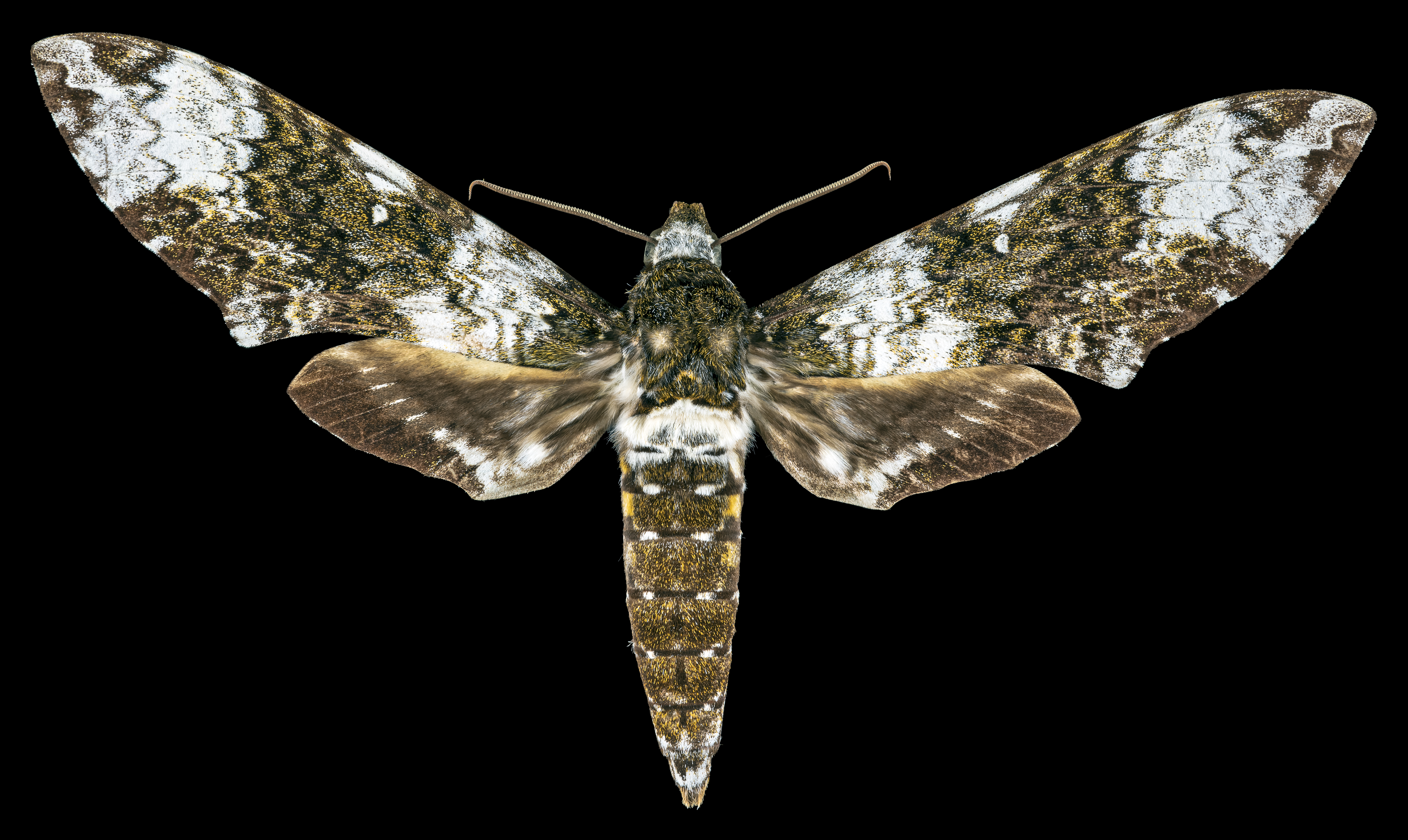
Manduca albiplaga ♂
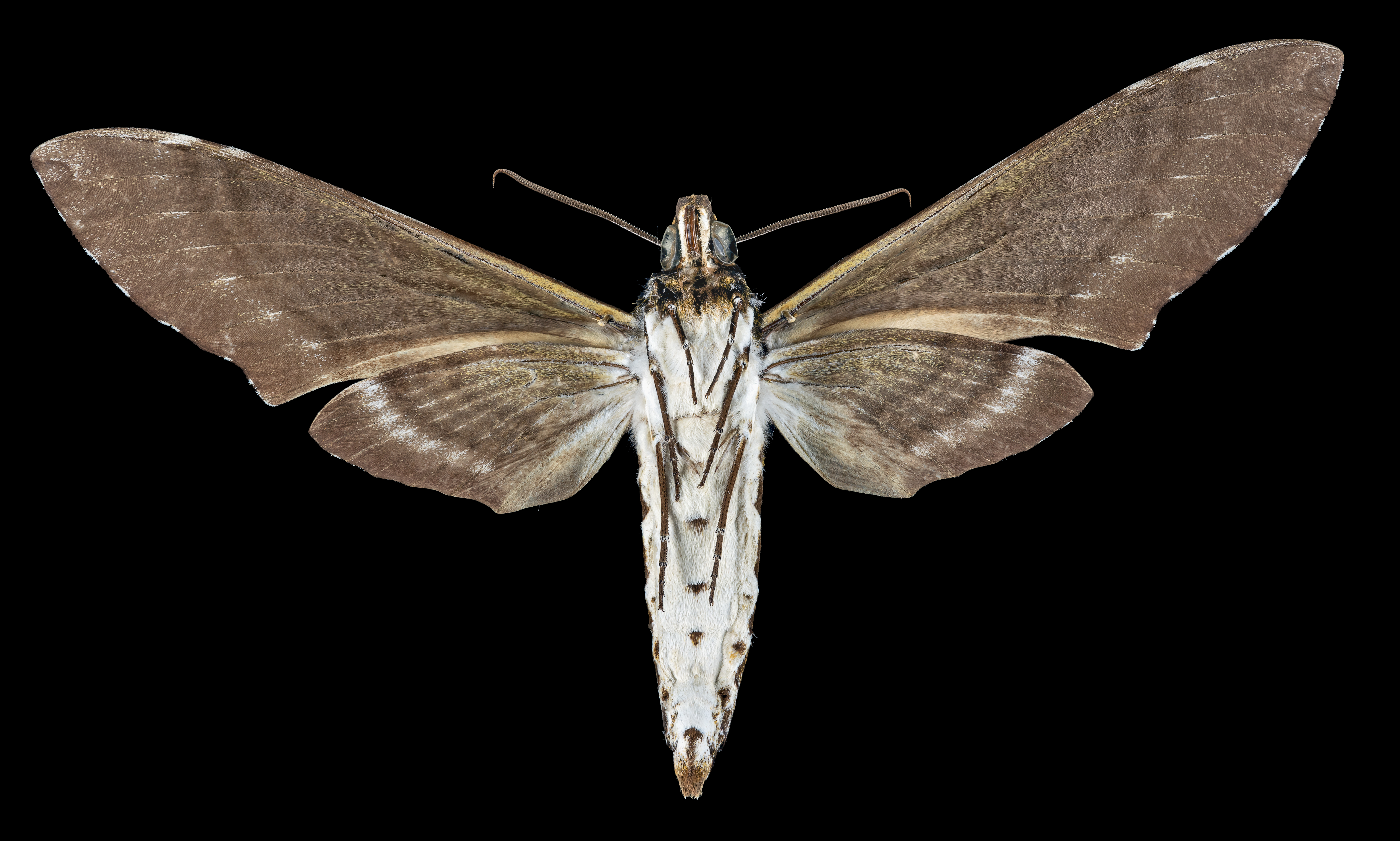
Manduca albiplaga ♂   △
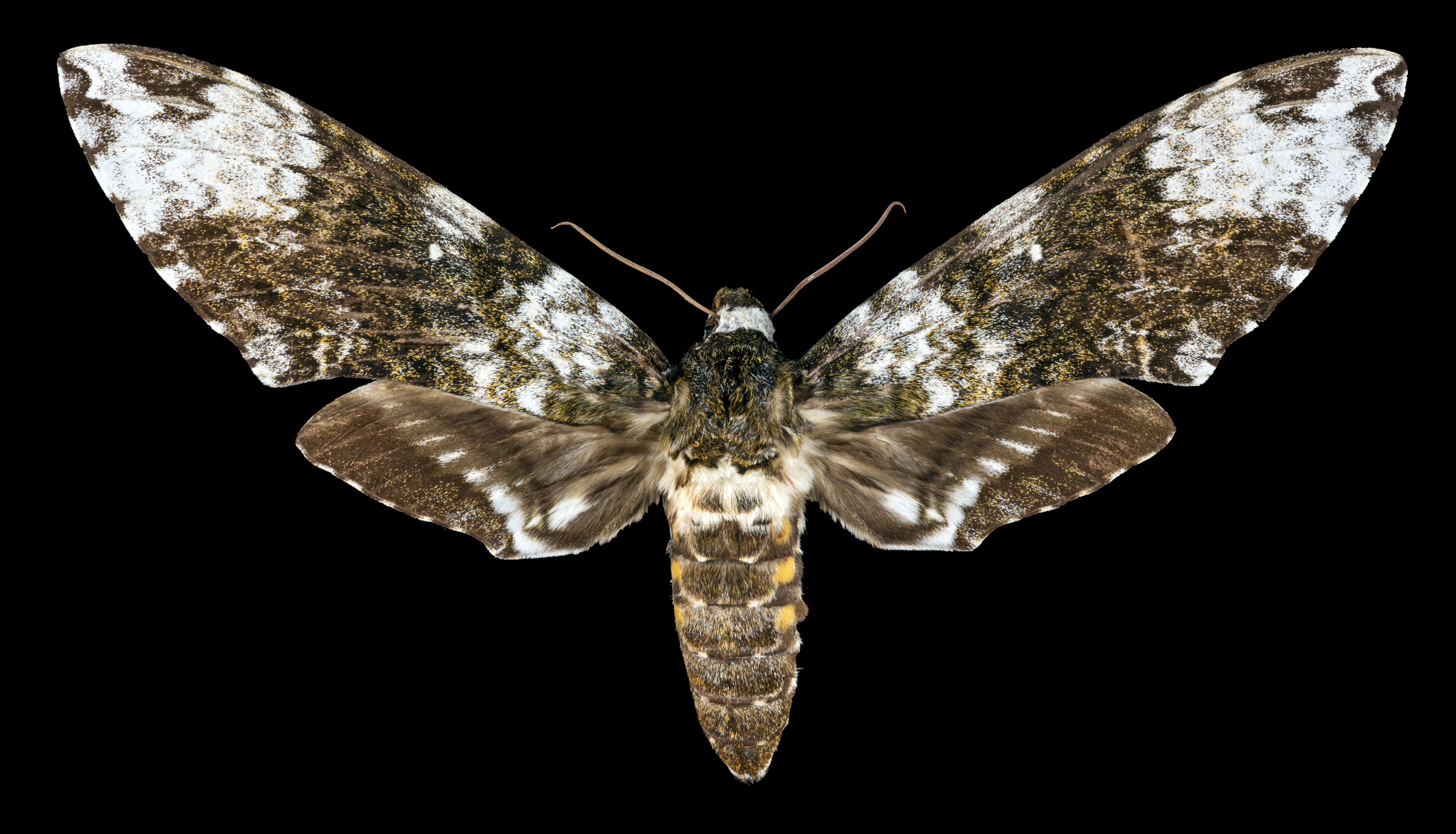
Manduca albiplaga   ♀
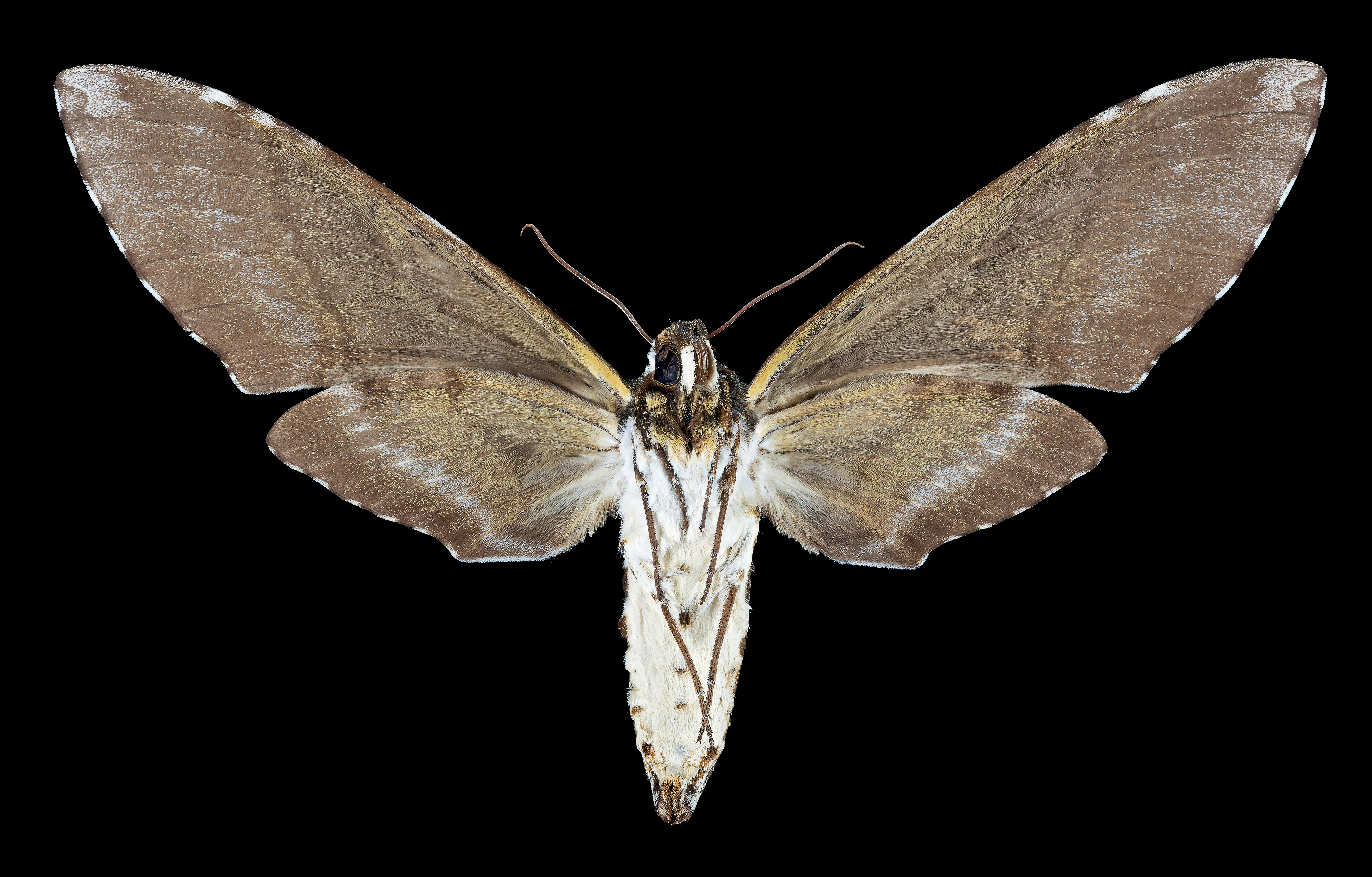
Manduca albiplaga  ♀ △

## Vorkommen
Die Art ist neotropisch verbreitet. Ihr Areal reicht vom Süden Mexikos bis in den Süden Brasiliens. Weiter nördlich in Nordamerika wurde sie nur ein einziges Mal nahe Ottawa County (Kansas) gefangen.

## Lebensweise
Die Raupen wurden in Brasilien (Pará) an Kordien (Cordia), sowie an Arten der Gattung Rollinia aus der Familie der Annonengewächse gefunden.

## Belege